# VINCI (vállalat)
A VINCI korábban Société Générale d'Entreprises (SGE), a világ második legnagyobb vállalata a koncessziós és építőiparban, és 222 397 embert foglalkoztat szerte a világon. A Vinci tevékenységei öt részlegre oszlanak: Vinci Autoroutes, Vinci Concessions, Vinci Energies, Eurovia és Vinci Construction. 2019-ben a vállalat több mint 100 országban van jelen, forgalma 2019-ben 48,053 milliárd euró.